# جيوفاني ماركيتي
جيوفاني ماركيتي (بالإيطالية: Giovanni Marchetti)‏ هو لاعب هوكي الجليد إيطالي، ولد في 12 فبراير 1968 في كافاليس في إيطاليا.

## وصلات خارجية
- جيوفاني ماركيتي على موقع EliteProspects.com (الإنجليزية)
- جيوفاني ماركيتي على موقع HockeyDB.com (الإنجليزية)
- جيوفاني ماركيتي على موقع أوليمبيديا (الإنجليزية)